# Гленн Доман
Гленн Доман (англ. Glenn Doman; 26 серпня 1919, Філадельфія — 18 травня 2013, США) — американський лікар-фізіотерапевт, автор відновлюваних методик для дітей з ураженнями нервової системи і навчальних методик для всіх дітей.
В 1940 році отримав науковий ступінь з фізіотерапії в Університеті Пенсильванії. З цього моменту Доман займався вивченням розвитку дитячого мозку.
В 1955 році заснував Інститути досягнення потенціалу людини (Institute for the Achievement of Human Potential, IAHP).
В роки Другої світової війни був нагороджений за героїзм.
В 1966 році Гленн Доман отримав від уряду Бразилії титул за заслуги перед дітьми усього Світу.
Гленн Доман написав шість популярних книжок про розвиток дітей, які і досі є бестселерами:
- «How To Teach Your Baby To Read»
- «How To Teach Your Baby Math»
- «How To Give Your Baby Encyclopedic Knowledge»
- «How To Teach Your Baby To Be Physically Superb»
- «How To Multiply Your Baby's Intelligence».